# Kostka boolowska
Kostka boolowska – ciąg elementów zbioru {0, 1, *}. Określa ona zbiór wektorów binarnych.
{\displaystyle K=(10*1*)={\begin{Bmatrix}1&0&0&1&0\\1&0&0&1&1\\1&0&1&1&0\\1&0&1&1&1\\\end{Bmatrix}}}
Kostka reprezentuje tak zwany niepełny iloczyn:
{\displaystyle K=(10*1*)=x_{1}{\bar {x_{2}}}x_{4}}
Powyższy zapis jest bardzo użyteczny. Mówi on nam, że funkcja:
{\displaystyle f(x_{1},x_{2},x_{3},x_{4},x_{5})=x_{1}{\bar {x_{2}}}x_{4}}
przyjmuje wartość 1 tylko dla wektorów kostki K.
Podobnie, jeśli zapiszemy funkcję g jako
{\displaystyle g(x_{1},x_{2},x_{3},x_{4})=x_{1}x_{4}+{\bar {x_{1}}}{\bar {x_{2}}}x_{3},}
to przyjmuje ona wartość 1 tylko dla wektorów kostek K1 i K2:
{\displaystyle K1=(1**1)\qquad K2=(001*)}